# Aloe grandidentata
Aloe grandidentata é uma espécie de liliopsida do gênero Aloe, pertencente à família Asphodelaceae.